# Sezona gripe
Sezona gripe (eng: Flu season) je godišnje ponavljajuće razdoblje koje karakterizira rasprostranjenost epidemije gripe. Sezona se javlja tijekom hladne polovice godine u svakoj hemisferi. Aktivnost gripe ponekad se može predvidjeti, pa čak i zemljopisno pratiti. Iako se početak velikih aktivnosti gripe u svakoj sezoni razlikuje ovisno o lokaciji, na bilo kojem određenom mjestu ovim manjim epidemijama obično treba oko tri tjedna da dosegnu svoj vrhunac i još 3 tjedna da se značajno umanji.

## Uzroci
Tri obitelji virusa, virus gripe A, B i C, glavni su zarazni uzročnici koji uzrokuju gripu. Tijekom razdoblja hladnije temperature, slučajevi gripe povećavaju se otprilike deset puta ili više. Unatoč većoj učestalosti manifestacija gripe tijekom sezone, virusi se zapravo prenose u populaciji tijekom cijele godine.
Svaka godišnja sezona gripe obično je povezana s glavnom podtipom virusa gripa. Pridružena podvrsta mijenja se svake godine zbog razvoja imunološke otpornosti na soj prethodne godine (izlaganjem i cijepljenjem) i mutacijskih promjena u prethodno uspavanim sojevima virusa.
Istraživanja na morskim svinjama pokazala su da se prijenos virusa aerosolom poboljšava kada je zrak hladan i suh. Čini se da je ovisnost o suhoći zbog degradacije virusnih čestica u vlažnom zraku, dok se čini da je ovisnost o hladnoći zbog zaraženih domaćina koji istjeruju virus dulje vrijeme. Istraživači nisu otkrili da prehlada oslabi imuni odgovor zamorca na virus.
Istraživanje koje je proveo Nacionalni institut za zdravlje djeteta i ljudski razvoj (NICHD) 2008. utvrdilo je da virus gripe ima premaz poput maslačka. Prevlaka se topi kada uđe u dišne puteve. Zimi prevlaka postaje očvrsnuta školjka; prema tome, može preživjeti u hladnom vremenu slično spori. Ljeti se premaz topi prije nego što virus dođe do dišnih puteva.

## Cjepivo
Cjepivo protiv gripe koristi se za umanjivanje učinaka sezone gripe i može kod pojedinca smanjiti rizik od zaraze gripom za oko pola. Budući da sjeverna i južna hemisfera zimi imaju u različito doba godine, zapravo postoje dvije sezone gripe svake godine. Stoga Svjetska zdravstvena organizacija (potpomognuta nacionalnim centrima za gripu) preporučuje dvije formulacije cjepiva svake godine; jedan za sjevernu, a jedan za južnu.